# Parco acquatico
Il parco acquatico è un'area concepita per il divertimento e lo svago a contatto con l'acqua.
Rientra nella categoria dei parchi divertimento. Rispetto a quelli tematici ha dimensioni molto più contenute (raramente supera i 100 000 m²) e quasi mai è dotato di tematizzazioni di rilievo. Inoltre, il parco acquatico comporta costi di realizzazione e gestione nettamente inferiori, per cui a partire dagli anni Ottanta divenne una struttura diffusissima su tutto il territorio nazionale. Il primo inaugurato in Italia fu AquaSplash nella famosa località balneare di Lignano Sabbiadoro, anche se già qualche anno prima era iniziata l'installazione dei primi scivoli al Canevaworld di Lazise.

## Descrizione

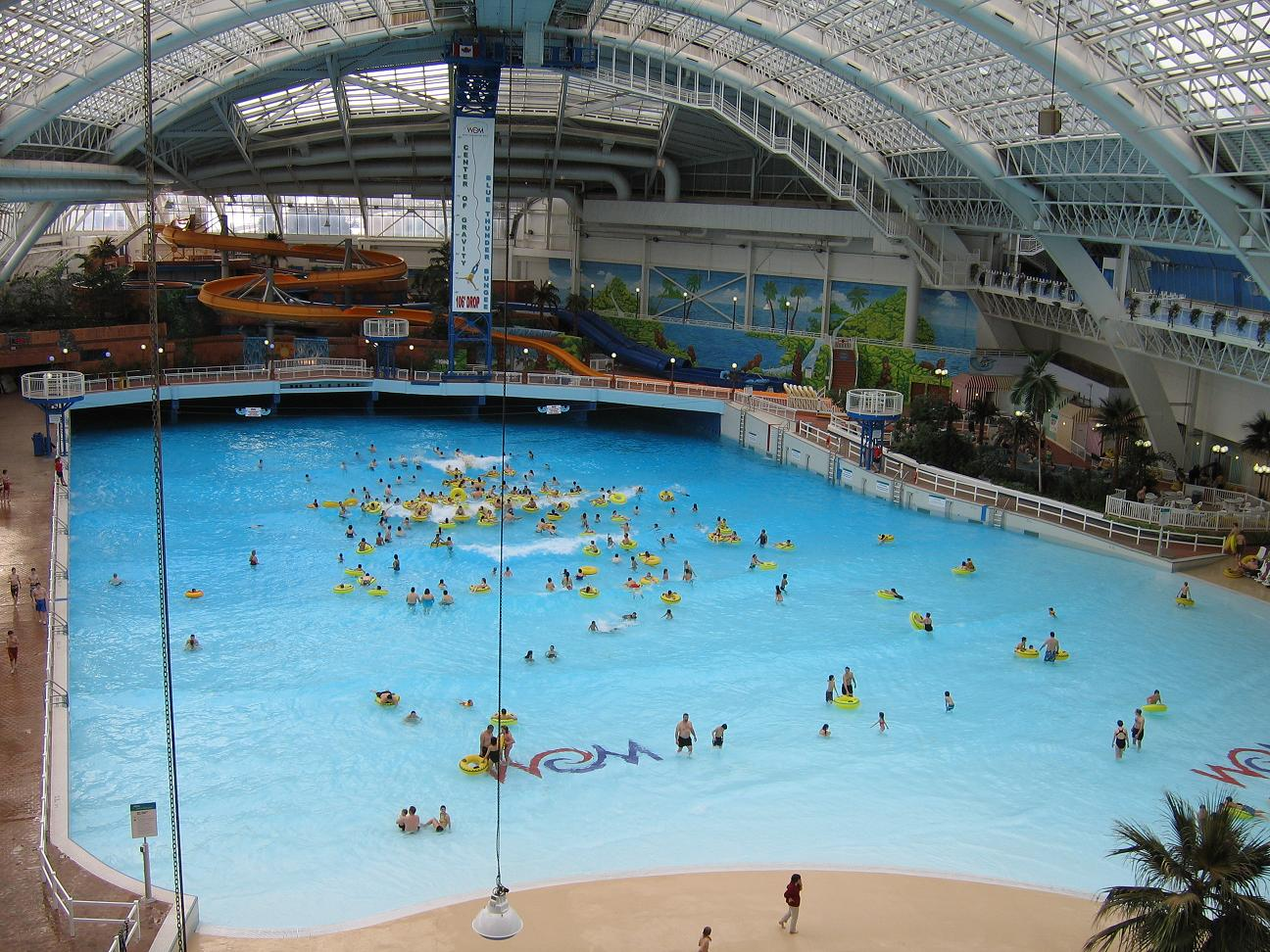
Il World Waterpark del WEM (West Edmonton Mall) - tra le più imponenti strutture al chiuso

Generalmente è una struttura all'aperto, ma nel mondo è sempre più frequente la costruzione di grandi strutture al coperto. È un'area dotata di molte piscine di varie dimensioni in cui approdano spesso percorsi di acquascivoli. Possono essere presenti anche fiumi e lagune artificiali. La struttura è corredata di spogliatoi, servizi igienici, spesso ristoranti.
Di norma gli aquapark sorgono nelle zone ad alta densità turistica estiva, ma da qualche anno è facile trovarli anche nelle zone che tradizionalmente non lo sono, perché si rivelano adatti anche allo svago estivo urbano. 
Le attrazioni classiche sono:
- acquascivolo è la struttura primordiale dei giochi acquatici, che ha portato al concepimento dell'idea stessa di aquapark. Generalmente in vetroresina, si presenta in moltissime forme e variazioni: può essere aperto (sezione ad U), tubolare e quindi chiuso, a grande sezione o come pista adagiata sul terreno. In un parco acquatico di solito si trovano molti acquascivoli, che si differenziano per velocità, spettacolarità e tipologia del percorso: molto curvo, sinusoidale, ad elica, intrecciato, alla luce o al buio (Black hole), fortemente in discesa (Kamikaze) o a sezione molto larga che permette la discesa di due o più persone su gommoncini.
- piscina a onde è una piscina la cui sezione longitudinale parte da quota zero ed arriva a -2 metri, in modo da emulare una generica riva di una spiaggia marina; tramite un sistema di pompaggio vengono generate onde artificiali che possono raggiungere anche notevoli altezze.

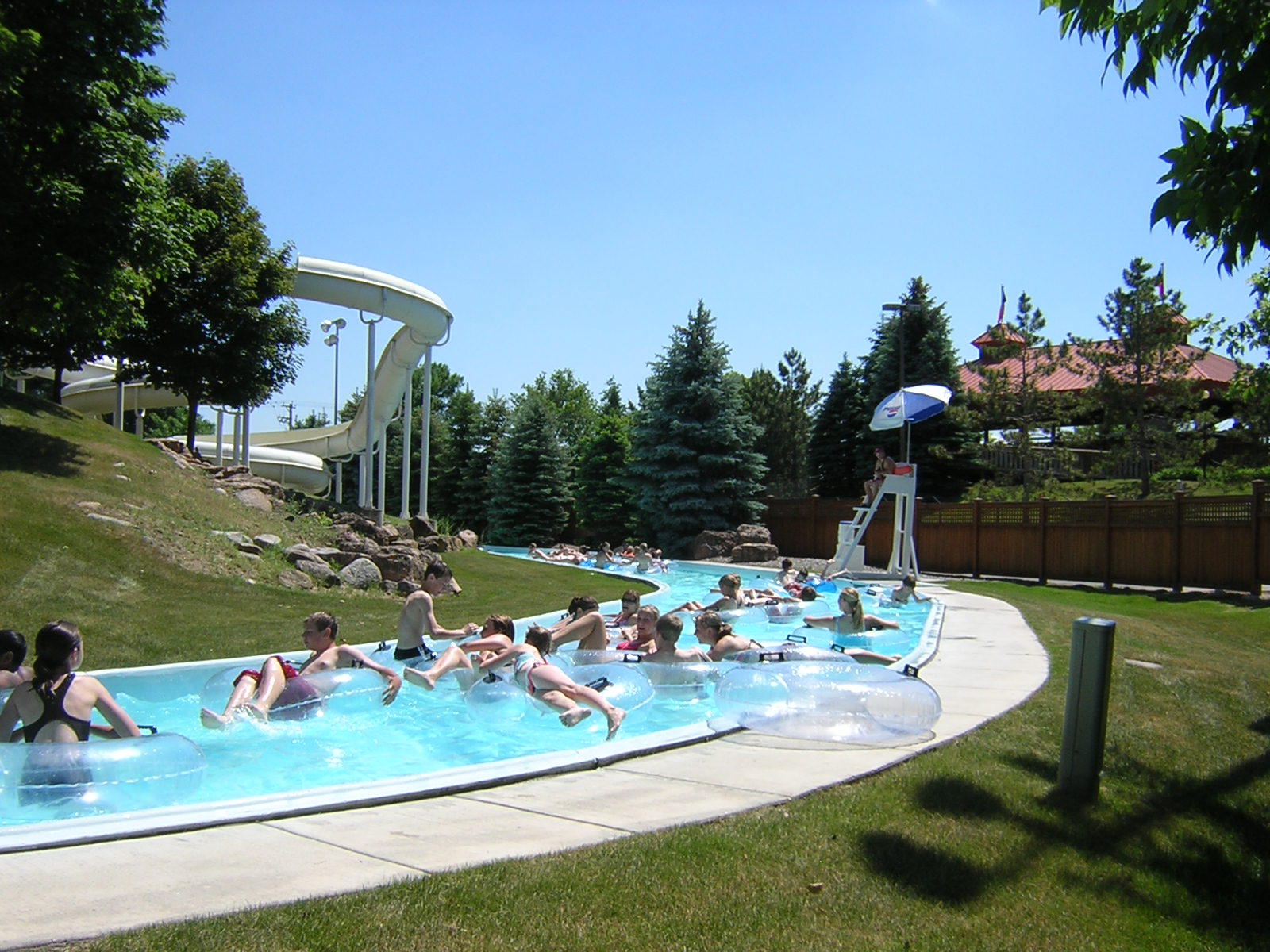
il fiume lento del parco di Valleyfair (USA)

- piscina torrente (fiume lento) è un canale in cui viene indotto un moto circolare all'acqua in esso contenuta; gli ospiti, a bordo di gommoncini o enormi salvagente, si lasciano trasportare dalla corrente.

Tra le recenti invenzioni che si stanno diffondendo:
- half pipe
- scivolo a trottola (o "cono", o "imbuto", o "tornado")

### Parchi acquatici in Italia
Abruzzo
- Aquapark Onda Blu (Tortoreto, Provincia di Teramo)
- Aqualand del Vasto (Vasto, Provincia di Chieti)

Basilicata
- Acquazzurra Park (Metaponto (Bernalda), Provincia di Matera)

Calabria
- Aquapark di Zambrone, (Provincia di Vibo Valentia, chiuso dal 2007)
- Odissea 2000 (Rossano, Provincia di Cosenza)

Campania
- Aquafarm (Battipaglia, Provincia di Salerno)
- Isola Verde (Pontecagnano Faiano, Provincia di Salerno)
- Magic World (Licola, Città metropolitana di Napoli)

Emilia-Romagna
- Aquafan (Riccione, Provincia di Rimini)
- Aqualand (Riolo Terme Provincia di Ravenna)
- Aquabell (Bellaria-Igea Marina, Provincia di Rimini) - chiuso dal 2008
- Atlantica (Cesenatico, Provincia di Forlì-Cesena)
- Mirabeach (Ravenna)

Friuli-Venezia Giulia
- Aquasplash, (Lignano Sabbiadoro, Provincia di Udine)

Lazio
- Aquafelix (Civitavecchia, Città metropolitana di Roma)
- Aquapiper (Guidonia Montecelio, Città metropolitana di Roma)
- Haway Park (Cassino, Provincia di Frosinone)
- Hydromania (Roma)

Liguria
- Le Caravelle (Ceriale, Provincia di Savona)

Lombardia
- Acquaworld (Concorezzo, Provincia di Monza e Brianza) - al coperto
- Aquaneva (Inzago, Città metropolitana di Milano)
- Acquasplash Franciacorta (Corte Franca, Provincia di Brescia)
- Acquatica Park, nota in precedenza come Parco Aquatica e poi Gardaland Waterpark (Milano, Città metropolitana di Milano)
- Wave (Sesto Calende, Provincia di Varese)
- Le Vele (San Gervasio Bresciano, Provincia di Brescia)
- Ondasplash (Boscaccio di Zerbolò, Provincia di Pavia)
- Prato Blu (Montichiari, Provincia di Brescia)

Marche
Nessuna struttura presente in questa regione 
Molise
Nessuna struttura presente in questa regione 
Piemonte
- Acquajoy (Rivoli, Città metropolitana di Torino)
- Cupolelido (Cavallermaggiore, Provincia di Cuneo)
- Bolleblu (Borghetto di Borbera, Provincia di Alessandria)
- Ondaland (Vicolungo, Provincia di Novara)
- Piscina Tre Re (Fara Novarese, Provincia di Novara)

Puglia
- Acquafantasy (Marina di Lesina, Provincia di Foggia) - adiacente a un Villaggio Turistico e a un AgriCampeggio è il più grande della Daunia
- Acquapark Ippocampo (Ippocampo di Manfredonia, Provincia di Foggia) - sito nell'omonimo Villaggio Turistico è tra i più longevi parchi acquatici italiani
- Acquapark Bari (Bari)
- Acquapark Capitolo-Egnazia (Capitolo (Monopoli), Città metropolitana di Bari)
- Aqua-in (Carovigno, Provincia di Brindisi)
- Acquasplash (Alberobello, Città metropolitana di Bari)
- Carrisiland Acquapark (Cellino San Marco), Provincia di Brindisi
- Splash (Gallipoli, Provincia di Lecce)
- Tsunami (Francavilla Fontana, Provincia di Brindisi)

Sardegna
Nessuna struttura presente in questa regione 
Sicilia
- Castellana Park - Ragusa, nato nel 1991 è il primo in Sicilia.
- Acquaverde (Cefalù, Città metropolitana di Palermo)
- Aretusa Park (ex Paradise Acquapark) (Città Giardino (Melilli), Provincia di Siracusa)
- Conte (Sommatino, Provincia di Caltanissetta)
- Etnaland (Belpasso, Città metropolitana di Catania)

Toscana
Nessuna struttura presente in questa regione 
Trentino-Alto Adige
Nessuna struttura presente in questa regione 
Umbria
Nessuna struttura presente in questa regione 
Valle d'Aosta
Nessuna struttura presente in questa regione 
Veneto
- Aquafollie (Caorle, Città metropolitana di Venezia)
- Caribe Bay (Jesolo, Città metropolitana di Venezia)
- Canevaworld - Caneva Aquapark, (Lazise, Provincia di Verona)
- Gardaland- legoland water park ( Castelnuovo del Garda, Provincia di Verona)